# Miss Virginia USA

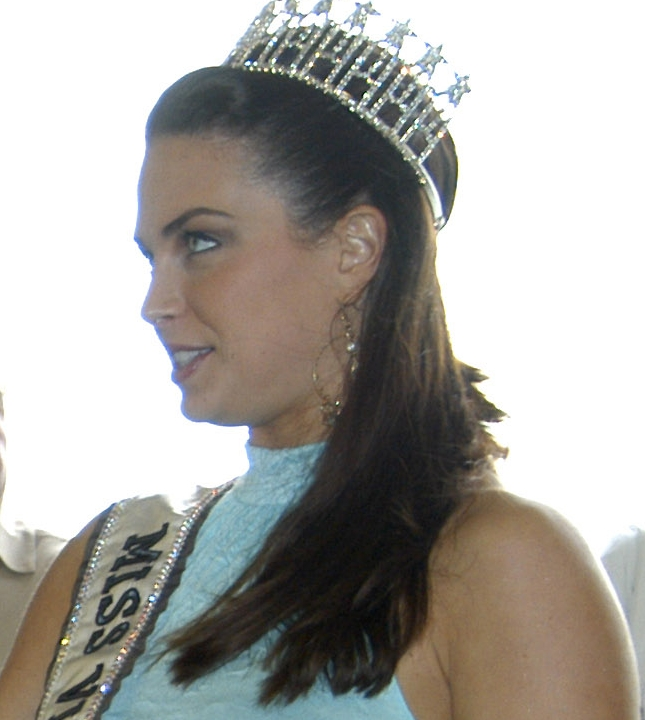
Amber Copley, Miss Virginia USA 2006

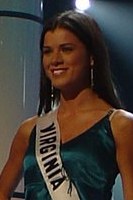
Kristi Lauren Glakas, Miss Virginia USA 2004

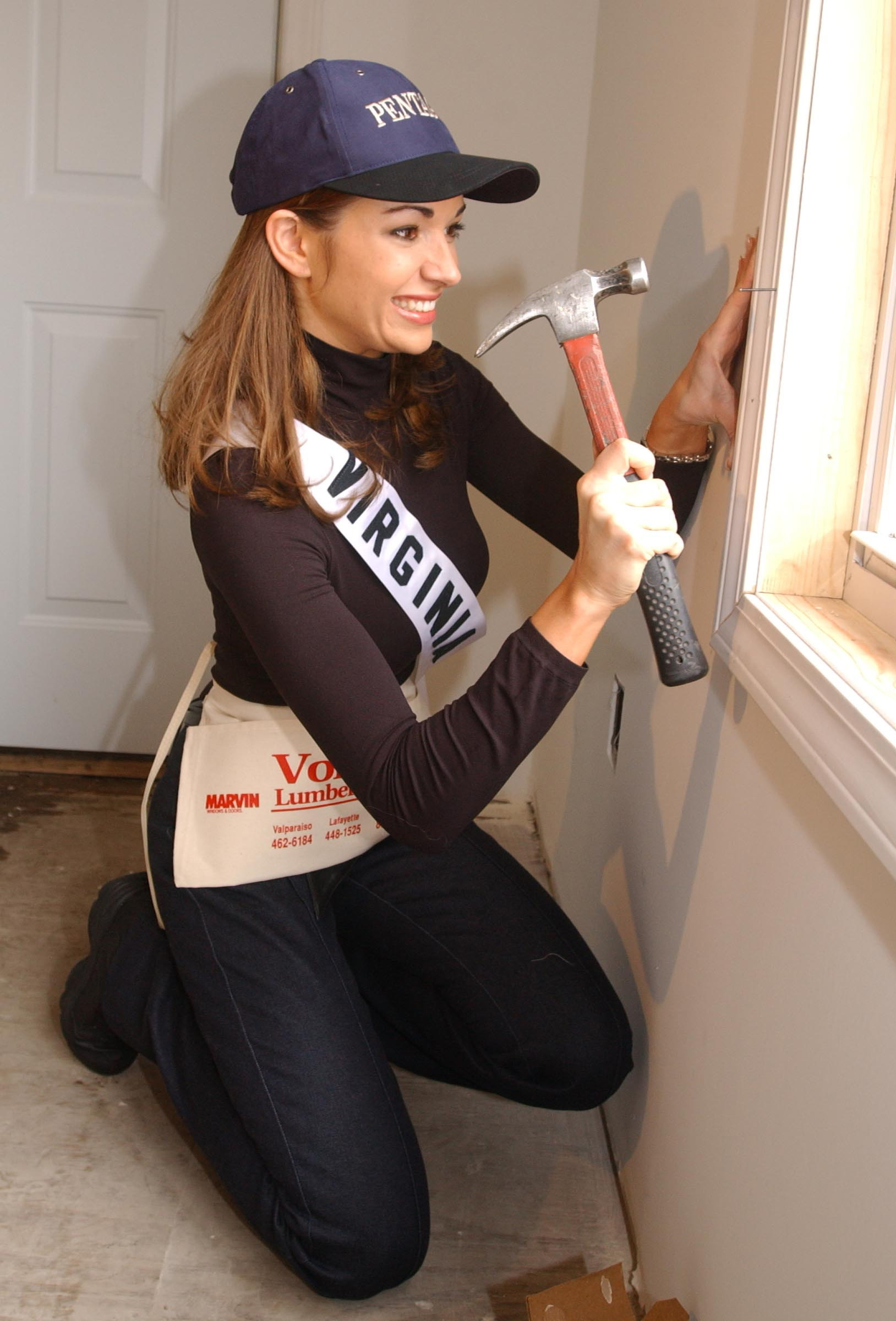
Julie Laipply, Miss Virginia USA 2002

A competição de Miss Virginia USA é o concurso de beleza destinado a eleger a representante do Estado da Virgínia para o concurso Miss USA.
A Virgínia tem tido apenas sucesso moderado em termos de número de semi-finalistas, com duas misses USA. Este é apenas um dos três Estados que tiveram duas misses USA consecutivas (os outros são Illinois e Texas). O maior sucesso da Virgínia ocorreu entre o final das décadas de 1960 e 1980. A Virgínia deveria ter tido a primeira Miss USA em 1954, como Ellen Whitehead ficara em segundo lugar, Miriam Stevenson se tornou Miss Universo 1954. No entanto, não havia nenhuma regra até os anos 1960 que estabelecia que a segunda colocada se tornaria Miss USA em caso da vencedora se tornar Miss Universo. Se isto fosse verdade, a terceira colocada, a Miss New York USA Karin Hultman, teria se tornado Miss USA 1954, pois Ellen fora desclassificada devido à sua menoridade.
Oito vencedoras do Miss Virginia USA venceram anteriormente o título de Miss Virginia Teen USA e competiram no Miss Teen USA. A Virginia atualmente o recorde de vencedoras estaduais do Miss Teen USA a vencer um título estadual do Miss USA do mesmo Estado. Duas delas também competiram no Miss América.

## Vencedoras
| Ano  | Nome                     | Cidade         | Idade1       | Classificação no Miss USA | Premiações especiais no Miss USA          | Notas |
| ---- | ------------------------ | -------------- | ------------ | ------------------------- | ----------------------------------------- | --- |
| 2020 | Susie Evans              | Poquoson       | 26           |                           |                                           | Anteriormente Miss Virginia Teen USA 2011 |
| 2019 | Courtney Lynne Smits     | Woodbridge     | 22           |                           |                                           | Anteriormente Miss Georgia Teen USA 2012 |
| 2018 | Ashley Vollrath          | Poquoson       | 22           |                           |                                           | |
| 2017 | Jacqueline Carroll       | Stanardsville  | 22           |                           |                                           | Anteriormente Miss Virginia Teen USA 2010 e Top 15 no Miss Teen USA 2010 |
| 2016 | Desiree Williams         | Newport News   | 26           | Top 10                    |                                           | Miss Virginia America 2013 e National Sweetheart 2012 |
| 2015 | Laura Puleo              | Lexington      | 25           | Top 15                    |                                           | |
| 2014 | Arielle Rosmarino        | Salem          | 22           | Top 20                    |                                           | |
| 2013 | Shannon McAnally         | Arlington      | 25           |                           |                                           | |
| 2012 | Catherine Muldoon        | Virginia Beach | 26           |                           |                                           | Anteriormente Miss New York Teen USA 2004 e finalista (top 10) no Miss Teen USA 2004                                                                                                 |
| 2011 | Nikki Poteet             | Richmond       | 24           |                           |                                           | |
| 2010 | Samantha Casey           | Jeffersonton   | 21           | 3ª colocada               |                                           | Anteriormente Miss Virginia Teen USA 2006 e 4ª colocada no Miss Teen USA 2006 |
| 2009 | Maegan Phillips          | Quantico       | 22           | Top 15                    |                                           | |
| 2008 | Tori Hall                | Midlothian     | 21           |                           |                                           | Anteriormente Miss Virginia Teen USA 2005, top 10 no Miss Teen USA 2005 |
| 2007 | Lauren Barnette          | Wise           | 21           | Top 10                    |                                           | Anteriormente Miss Virginia Teen USA 2002 |
| 2006 | Amber Copley             | Abingdon       | 20           |                           |                                           | Anteriormente Miss Virginia Teen USA 2003 |
| 2005 | Jennifer Pitts           | Richmond       | 26           |                           |                                           | Anteriormente Miss Virginia 2002; Competidora no National Sweetheart 2001 |
| 2004 | Kristi Lauren Glakas     | Centreville    | 23           |                           |                                           | Anteriormente Miss Virginia Teen USA 1999, top 10 no Miss Teen USA 1999, Miss Virginia 2005 e 4ª colocada no Miss America 2006                                                       |
| 2003 | Mimi Abraham             |                | 24           |                           |                                           | |
| 2002 | Julie Laipply            |                | 24           |                           |                                           | Porta-voz |
| 2001 | Kristel Jenkins          |                | 23           |                           |                                           | Anteriormente Miss Virginia Teen USA 1995; atual produtora e coreógrafa dos concursos Miss Virginia USA e Miss Virginia Teen USA sob o nome de casada, Kristel Jenkins-Wittensoldner |
| 2000 | Crystal Jones            |                |              |                           |                                           | |
| 1999 | Kellie Lightbourn        | Vienna         | 21           | Semi-finalista            |                                           | Mais tarde Mrs. Florida America 2010 e Top 12 no Mrs. America 2011. |
| 1998 | Meredith Blankenship     |                | 21           | Semi-finalista            |                                           | |
| 1997 | Audra Wilks              |                | 24           |                           | Miss Fotogenia                            | Anteriormente Miss Virginia Teen USA 1988 |
| 1996 | Danielle Connors         |                |              |                           |                                           | |
| 1995 | Susan Elizabeth Robinson |                |              |                           |                                           | |
| 1994 | Patricia Southall        |                | 21           | 1st runner-up             | Miss Fotogenia e Melhor em Traje de Banho | |
| 1993 | Stephanie Satterfield    | Virginia Beach |              |                           |                                           | Anteriormente Miss Virginia Teen USA 1989 |
| 1992 | Brandi Bottrof           |                |              | Semi-finalista            |                                           | |
| 1991 | Traci Dority             |                |              |                           |                                           | |
| 1990 | Evelyn Green             |                |              |                           |                                           | |
| 1989 | Kimberly Nicewonder      |                |              |                           | Miss Simpatia                             | Atual diretora dos concursos Miss Virginia USA e Miss Virginia Teen USA sob o nome de casada, Kim Nicewonder-Johnson                                                                 |
| 1988 | Denise Adrain Smith      |                |              |                           |                                           | |
| 1987 | Marsha Ralls             | Alexandria     | 24           | Semi-finalista            |                                           | |
| 1986 | Maureen McDonnell        | Alexandria     |              |                           |                                           | Cheerleader da Notre Dame University. |
| 1985 | Dana Bryant              | Richmond       |              |                           |                                           | Miss Teen All American 1984 |
| 1984 | Leah Rush                | Leesburg       |              |                           |                                           | |
| 1983 | Tanquil Collins          | Virginia Beach |              |                           |                                           | Modelo e atriz cujos créditos incluem Baywatch, envolvida em um affair com Chuck Robb quando este era Governador da Virgínia, posou nua para a revista Playboy                       |
| 1982 | Sondra Dee Jones         | Richmond       |              | Semi-finalista            | Miss Fotogenia                            | |
| 1981 | Pam Hutchens             | Newport News   |              | Semi-finalista            |                                           | |
| 1980 | Kelly Humphrey           | Hampton        |              |                           |                                           | |
| 1979 | Betsy Bott               | Falls Church   |              | Semi-finalista            |                                           | |
| 1978 | Robin Schadle            |                |              | Semi-finalista            |                                           | |
| 1977 | Lynn Herring             | Fairfax        |              | 5ª colocada               |                                           | Atriz mais conhecida por seu papel como Lucy Coe em General Hospital |
| 1976 | Donna Dixon              | Alexandria     |              |                           |                                           | Atriz melhor conhecida por seu papel como Sonny Lumet na sitcom de 1980 Bosom Buddies, 2ª colocada no Miss World USA 1977 como Miss District of Columbia                             |
| 1975 | Linda McKee              | Alexandria     |              | Semi-finalista            |                                           | |
| 1974 | Hazel Thomas             |                |              |                           |                                           | |
| 1973 | Brenda Childress         |                |              |                           |                                           | |
| 1972 | Dede Moore               |                |              |                           |                                           | |
| 1971 | Brenda Joyce Miller      |                |              | Semi-finalista            | Miss Fotogenia                            | |
| 1970 | Deborah Shelton          | Norfolk        |              | Vencedora                 | Miss Fotogenia                            | 2ª colocada no Miss Universo 1970, 2ª colocada no Miss World USA 1968 |
| 1969 | Wendy Dascomb            |                |              | Vencedora                 |                                           | Semi-finalista no Miss Universo 1969 |
| 1968 | Laurie Burke             |                |              | Semi-finalista            |                                           | |
| 1967 | Elizabeth Kallmyer       |                |              |                           | Miss Fotogenia                            | |
| 1966 | Bev Johnson              |                |              |                           |                                           | |
| 1965 | Mary Montgomery          |                |              |                           |                                           | |
| 1964 | Heidi Karen Smith        |                |              |                           |                                           | |
| 1963 | Não competiu             | Não competiu   | Não competiu | Não competiu              | Não competiu                              | Não competiu |
| 1962 | Não competiu             | Não competiu   | Não competiu | Não competiu              | Não competiu                              | Não competiu |
| 1961 | Bonnie Lea Jones         |                |              |                           |                                           | |
| 1960 | Cathy Birch              |                |              |                           |                                           | |
| 1959 | Pat Poindexter           |                |              |                           |                                           | |
| 1958 | Betty Marsh              |                |              |                           |                                           | |
| 1957 | Patricia Bush            |                |              |                           |                                           | |
| 1956 | Audra Stark              |                |              |                           |                                           | |
| 1955 | Jeannie Asble            |                |              |                           |                                           | |
| 1954 | Ellen Whitehead          | Chatham        |              |                           |                                           | Originalmente 2ª colocada, depois desqualificada - minoridade. |
| 1953 | Dorothy Lee Bailey       |                |              |                           |                                           | |
| 1952 | Elizabeth Glenn          |                |              |                           |                                           | |

1 Idade à época do concurso Miss USA